# 아테네현
아테네현(Νομαρχία Αθηνών)은 그리스 아티키주에 있는 현으로, 현 소재지는 수도 아테네이다. 아테네현은 레프카다현 다음으로 그리스에서 두 번째로 작은 현이지만, 가장 인구가 많고, 인구 밀도도 높다. 
북동쪽, 동쪽, 남동쪽에는 동아티키현, 북서쪽에는 서아티키현, 서쪽에는 피레아스현과 사로니코스만이 있다. 